# Реакција Шпаније на самопроглашење независности Косова
Самопроглашење независности Косова од Србије донето је у недељу, 17. фебруара 2008. године, једногласно у Скупштини Косова. Свих 11 представника српске мањине бојкотовало је поступак. Међународна реакција је била помешана, а светска заједница је и даље подељена. Реакција Шпаније на проглашење независности Косова из 2008. је непризнавање, углавном због забринутости око импликација на сопствену територију. Иако је дала назнаке да би се њен став могао променити, све веће политичке тензије у Каталонији под коалиционом владом коју предводе независни људи учиниће да је мало вероватно да ће Шпанија ублажити своју тренутну позицију.

## Историја
Дана 18. фебруара 2008. године шпански министар спољних послова Мигел Анхел Моратинос рекао је да Шпанија неће признати Косово јер декларација о независности не поштује међународно право. Он је такође рекао да би независност Косова била легална само ако би била резултат договора свих укључених страна или ако би постојала резолуција Савета безбедности. Шпанија неће учествовати у мисији Еулекс док се не одговори на правна питања о томе како ће заменити администрацију УН. Моратинос је на састанку министара спољних послова ЕУ у Словенији рекао да Шпанија неће слати свој контингент у мисију Еулекс док не дође до формалног преноса овлашћења са УН.
У фебруару 2009. амбасадор Шпаније у Србији Ињиго де Паласио Еспања рекао је да се став Шпаније да не признаје независност Косова „неће променити ни након усвајања резолуције у Европском парламенту” и да „већина чланица УН не признаје независност Косова. Само 54 од 194 су је препознале. Резолуција ЕП није обавезна и усвојена је тесном већином, што је указивало да постоји подела унутар институције по питању независности Косова“.
У мају 2009. године, Хосе Мануел Гарсија-Маргало, шпански члан парламента ЕУ, рекао је да Шпанија не признаје Косово због принципа везаних за шпанске аутономне заједнице Галиција, Баскија и Каталонија. Међутим, он је такође нагласио да ове шпанске аутономне заједнице нису упоредиве са Косовом, које је суштински другачије. Гарсија-Маргало је рекао да ће Шпанија, упркос непризнавању Косова, наставити да подржава Косово и његов развој.  Дана 14. маја 2009. године, Хуан Фернандо Лопез Агуилар, шеф листе Шпанске социјалистичке радничке партије (ПСОЕ) за изборе за Европски парламент (и бивши министар правде), наговестио је да би Шпанија могла да призна Косово у далекој будућности, позивајући се на развој односа између Шпаније и Израела. На конференцији за новинаре током 64. заседања ГС УН тадашњи премијер Шпаније Хосе Луис Родригез Сапатеро рекао је да Шпанија има доследан став по питању признавања стварања независних држава које су захтевале поштовање међународног права и да са становишта Шпаније, није било исправно признати Косово. Он је навео да Шпанија неће променити свој став упркос више од 60 земаља које су признале и да би „питање могло да буде обрнуто: зашто постоји више од 100 земаља које нису признале Косово и зашто тих 60 не види оно што види осталих 100?".
У марту 2012. године, током жестоке дебате између шпанског премијера Маријана Рахоја и каталонског посланика и портпарола Конвергенције и Уније Жозепа Антонија Дурана и Љеиде, Рахој је изјавио да се противи признању Косова јер је то оно што одговара интересима Шпаније.
Међутим, по доласку социјалисте Педра Санчеза у владу, Министарство спољних послова је навело да „раде на проналажењу нових решења”, посебно ако дође до договора Србије и Косова.
Дана 31. марта 2021, шпански јавни ТВ емитер РТВЕ одбио је да помиње Косово као државу током утакмице квалификација за Светско првенство у фудбалу против њих, као и да користи реч „косово“ малим словима током целе утакмице.
У августу 2022. шпански премијер Педро Санчез је поново потврдио противљење земље њеном признању, наводећи да проглашење независности Косова крши међународно право.